# 京都丹後鉄道宮舞線
宮舞線（みやまいせん）は、WILLER TRAINS（京都丹後鉄道）の宮津線のうち、京都府舞鶴市の西舞鶴駅から同府宮津市の宮津駅までの区間に付けられた愛称である。路線記号は「M」。
時刻表では西舞鶴駅から宮津駅へ向かう列車を下り、奇数の列車番号としている。

## 概要
もとは日本国有鉄道（国鉄）・西日本旅客鉄道（JR西日本）の路線で、1990年（平成2年）4月1日から北近畿タンゴ鉄道（KTR）が運営していたが、2015年（平成27年）4月1日からはWILLER TRAINSを第二種鉄道事業者、北近畿タンゴ鉄道を第三種鉄道事業者とする上下分離方式によって運行されている（後述）。上下分離が行われた際、宮津線については宮津駅を境に東側（西舞鶴側）24.7 km を「宮舞線」、西側（豊岡側）58.9 km を「宮豊線」として路線愛称を分離した。
宮津湾沿いを走る生活路線で、京都丹後鉄道の運営する路線で唯一優等列車の運行がない（後述）。なお、路線は西舞鶴駅が起点、宮津駅が終点で、愛称の「宮舞線」の文字の並び順は、路線の起点から終点への向きと逆になっている。

### 路線データ
- 管轄（事業種別）：WILLER TRAINS（第二種鉄道事業者）・北近畿タンゴ鉄道（第三種鉄道事業者）
- 路線距離（営業キロ）：24.7 km[4]
- 軌間：1,067 mm（狭軌）[1]
- 駅数：7駅（起終点駅含む）[1]
- 複線区間：なし（全線単線）[1]
- 電化区間：なし（全線非電化）
- 閉塞方式：特殊自動閉塞式（電子符号照査式）[1]
- 最高速度：85 km/h[1]
- 最小曲線半径：300 m[1]
- 最急勾配：25 ‰[1]

## 運行形態
おおむね1時間に1本の割合（朝夕に1時間2本の時間帯あり）で運行される。全て普通列車として運転されるが、2023年（令和5年）3月18日のダイヤ改正までは、朝に西舞鶴発宮津行き快速列車（停車駅：栗田駅・丹後由良駅、宮津駅到着後、特急「たんごリレー」2号福知山行きとして運転）が1本運行されていた。大半の列車が宮豊線に直通し、西舞鶴駅 - 宮津駅 - 豊岡駅間の運行であるが、一部に峰山駅発着・網野駅発着・宮津駅発着（宮津発は特急「はしだて」9号宮津行きから引き続き運転）が設定されている。
沿線住民の生活の便に配慮しているほか、西舞鶴駅・宮津駅での特急接続を考慮したダイヤとなっている。車両の夜間滞泊は西舞鶴駅・宮津駅で行っている。
観光型列車として一部の普通列車が「丹後あかまつ号」「丹後あおまつ号」として運転される。「丹後あかまつ号」は西舞鶴駅 - 天橋立駅間の運転で、「丹後あおまつ号」は宮舞線では西舞鶴駅 - 網野駅・豊岡駅間で運転される。なお、運用の都合で、「丹後あおまつ号」ではない一部の普通列車にもあおまつ車両が充当されている。
かつては、舞鶴線経由で山陰本線京都方面に直通する特急列車が設定されていたが、北近畿タンゴ鉄道時代の2008年（平成20年）3月15日のダイヤ改正で特急列車はすべて宮福線経由宮津以西（現・宮豊線）のみの運行に変更され、西舞鶴駅 - 宮津駅間は快速・普通列車のみの運転となった。
かつて運転されていた優等列車の、急行「丹波」・急行「大社」については「舞鶴線・小浜線・宮津線優等列車沿革」を、急行「丹後」については「きのさき (列車)#沿革」を参照。

## 車両
宮舞線区間においては、すべて気動車で、北近畿タンゴ鉄道西舞鶴運転所所属の自社車両のみで運行が行われている。過去の使用車両については北近畿タンゴ鉄道宮津線#過去の車両を参照のこと。
- 特急形
  - KTR8000形・KTR8500形
特急列車の送り込みや返却を兼ねて、一部の普通列車に使用されている（KTR8500形は一部を除く土曜日・日曜日のみ）。
- 一般形
  - KTR700形・KTR800形
普通列車用。一部は「丹後あかまつ」「丹後あおまつ」「丹後くろまつ」「コミューター車両」となっている。

## 駅一覧
- 全線非電化。
- 全駅京都府内に所在。

凡例
線路（全線単線）… ◇：列車交換可能 ｜：列車交換不可能
| 駅番号 | 駅名       | 駅愛称             | 駅間キロ | 営業キロ | 接続路線                                      | 線路 | 所在地 |
| ------ | ---------- | ------------------ | -------- | -------- | --------------------------------------------- | ---- | ------ |
| M8     | 西舞鶴駅   |                    | -        | 0.0      | 西日本旅客鉄道： 舞鶴線                       | ◇    | 舞鶴市 |
| M9     | 四所駅     | 四所しだれ桜公園駅 | 5.4      | 5.4      |                                               | ◇    | 舞鶴市 |
| M10    | 東雲駅     | 安寿の里駅         | 3.5      | 8.9      |                                               | ◇    | 舞鶴市 |
| M11    | 丹後神崎駅 | 神崎海水浴場駅     | 3.8      | 12.7     |                                               | ｜   | 舞鶴市 |
| M12    | 丹後由良駅 |                    | 1.7      | 14.4     |                                               | ◇    | 宮津市 |
| M13    | 栗田駅     |                    | 5.8      | 20.2     |                                               | ◇    | 宮津市 |
| 14     | 宮津駅     |                    | 4.5      | 24.7     | WILLER TRAINS（京都丹後鉄道）：宮福線・宮豊線 | ◇    | 宮津市 |

終日無人駅となっているのは四所駅・東雲駅・丹後神崎駅の3駅。それ以外の4駅は有人（一部時間帯無人となる駅を含む）であるが、KTR直営駅は西舞鶴駅・宮津駅のみで、丹後由良駅・栗田駅は民間や観光協会に駅業務が委託されている。